# Dadułazda
Dadułazda (ros. Дадулазда) – wieś w Rosji, w Dagestanie, w rejonie gunibskim. W 2010 liczyła 28 mieszkańców, głównie Awarów.